# Nederlandsche Padvindersbond
De Nederlandsche Padvindersbond (NPB) was een algemene Nederlandse scoutingorganisatie die bestond van 1912 tot 1915.
De NPB werd op 10 maart 1912 in Den Haag opgericht uit ontevredenheid met de uit Engeland overgenomen belofte van trouw, die door de jongens moest worden afgelegd. Omdat centrale leiding in Den Haag geen wijziging van de belofte wilde, werd op initiatief van Rotterdam een zelfstandige landelijke vereniging opgericht. Onder andere de Bond Voor Jonge Verkenners, de Algemeene Nederlandsche Scout-Vereeniging en de Nederlandsche Padverkennersorganisatie gingen in deze nieuwe vereniging op.
De NPB had bij oprichting 29 plaatselijke afdelingen met tezamen ongeveer 2100 jongens. Er werd samenwerking gezocht met de Nederlandsche Bond voor Lichamelijke Opvoeding.
De hoop van eerste voorzitter John Robbert Goddard om zo spoedig mogelijk tot samenwerking met de andere organisatie te komen bleek niet eenvoudig. Uiteindelijk zou de gelofte iets worden aangepast, maar de geestelijke inhoud bleef gelijk. 
In 1915 fuseerde de NPB onder leiding van Prins Hendrik met de Nederlandsche Padvindersorganisatie (NPO) tot de vereniging De Nederlandsche Padvinders (NPV).
De NPB richtte zich minder naar het Britse voorbeeld dan de NPO. Het had bij een deel van de scoutingleden kwaad bloed gezet dat Engeland tijdens de Tweede Boerenoorlog (1899-1902) in Zuid-Afrika, de "stamverwante" Boerenrepublieken Transvaal en Oranje Vrijstaat had veroverd en ingelijfd. Deze NPB'ers waardeerden wel de Scouting op zich, maar niet zijn stichter Robert Baden-Powell die in de Boerenoorlog tot Engelse held was uitgegroeid. Om zich te onderscheiden van de Engelse bond ontwierp de NPB een eigen systeem en een eigen lidmaatschapinsigne met de Nederlandse Leeuw. Zo droegen de leiders een goud geborduurd anker op de schouder. Op de hoed van de troepleiders zat een gekleurde kokarde, de hoofdleiders droegen in plaats van een kokarde een ster op de hoed. De leden van NPB droegen een groene das, groepen die lid waren bij de NPO droegen diverse kleuren dassen.